# Escola Normal Superior de Paris
A Escola Normal Superior de Paris (também conhecida como ENS-Ulm ou Ulm) é uma grande école francesa, cujo campus principal está situado na rue d'Ulm, no 5º arrondissement de Paris. É vinculada diretamente ao Ministério do Ensino Superior e da Pesquisa da França.
Suas origens remontam a 1794, quando foi criada a École normale pela Convenção nacional. A escola reunia efetivamente professores particularmente brilhantes, marcados pelo espírito das Luzes, tais como os cientistas Monge, Vandermonde, Daubenton e Berthollet ou os escritores e filósofos Bernardin de Saint-Pierre e Volney. Pouco tempo depois, o estabelecimento foi fechado para ressurgir em 1808, já sob Napoleão Bonaparte.
Entre os antigos alunos da ENS-Paris, encontram-se oito ganhadores da Medalha Fields, o maior galardão concedido no campo das matemáticas, assim como ganhadores do Prêmio Nobel em ciências e literatura.

## Ex-alunos notáveis
- Cientistas
  - Médicos, biólogos e químicos
    - Louis Pasteur (1843)

  - Físicos
    - Marcel Brillouin (1878)
    - Edouard Branly
    - Léon Brillouin
    - Claude-Henri Gorceix
    - Thomas Fink
    - Paul Langevin (1894)
    - Hubert Curien
    - Yves Rocard

  - Matemáticos
    - Antoine Augustin Cournot
    - Évariste Galois (1829)
    - Jean Gaston Darboux
    - Paul Émile Appell
    - Jacques Hadamard
    - Henri Lebesgue
    - Paul Painlevé
    - Edouard Lucas
    - Charles Émile Picard
    - Élie Cartan (1888)
    - Mihailo Petrović (1890)
    - Émile Borel
    - Maurice René Fréchet
    - Pierre Fatou (1898)
    - Henri Cartan (1923)
    - Jean Dieudonné (1924)
    - Jacques Herbrand
    - Szolem Mandelbrojt
    - Jean Leray
    - Claude Chevalley
    - Cahit Arf (1932)
    - André Weil - Irmão de Simone Weil.
    - Roger Godement (1940)
    - Adrien Douady
- Humanistas
  - Historiadores
    - Lucien Febvre
    - Jacques Le Goff
    - Pierre Lévêque

  - Filósofos
    - Louis Althusser
    - Jean Hyppolite
    - Émile-Auguste Chartier (Alain)
    - Henri Bergson (1878) (Premio Nobel de Literatura de 1927)
    - Hippolyte Taine (1893)
    - Raymond Aron (1924)
    - Georges Canguilhem (1924)
    - Jean-Paul Sartre (1924)
    - Maurice Merleau-Ponty (1926)
    - Catherine Clément (1939)
    - Michel Foucault(1946)
    - Jacques Derrida(1952)
    - André Comte-Sponville (1972)
    - Simone Weil (1909- 1943) Brilhante filósofa do século xx

  - Sociólogos (estudaram filosofia na ENS)
    - Emile Durkheim (1879)
    - Pierre Bourdieu (1951)

  - Escritores (alguns eram também filósofos)
    - Romain Rolland (1886, Premio Nobel de Literatura de 1915)
    - Jules Romains
    - Paul Nizan (1924)
    - Robert Brasillach
    - Jean Giraudoux
    - Léopold Sédar Senghor
    - Charles Péguy (1894)
    - Julien Gracq (1930)
    - Aimé Césaire

  - Outros
    - Georges Dumézil (1916)
    - Neil MacGregor
- Economistas
  - Gérard Debreu (1941, Prêmio do Banco da Suécia em Ciências Econômicas em memória de Alfred Nobel de 1966)
- Políticos
  - Jean Jaurès (1878)
  - Paul Painlevé
  - Léon Blum (1890) (expulso durante seu terceiro ano)
  - Édouard Herriot (1891)
  - Georges Pompidou (1931)
  - Alain Juppé (1964)
  - Laurent Fabius (1966)

## Ex-alunos laureados
Laureados com a Medalha Fields (todos os ganhadores franceses foram educados na ENS)
- Laurent Schwartz (Medalha Fields de 1950)
- Jean-Pierre Serre (Medalha Fields de 1954)
- René Thom (Medalha Fields de 1958)
- Alain Connes (Medalha Fields de 1982)
- Pierre-Louis Lions (Medalha Fields de 1994)
- Jean-Christophe Yoccoz (Medalha Fields de 1994)
- Laurent Lafforgue (Medalha Fields de 2002)
- Wendelin Werner (Medalha Fields de 2006)

Laureados com o Prêmio Nobel
- Claude Cohen-Tannoudji
- Pierre-Gilles de Gennes
- Gabriel Lippmann
- Louis Eugène Félix Néel
- Jean Baptiste Perrin (1891, Premio Nobel de Física de 1926)
- Paul Sabatier
- Alfred Kastler (1921, Premio Nobel de Física de 1966)
- Henri Bergson (1878, Premio Nobel de Literatura de 1927)
- Esther Duflo  (1972, Premio Nobel de Economia de 2019)